# Богољуб Кујунџић
Богољуб Кујунџић (Ливно, 1887 — Кицбил, 1949), српски политичар.
Рођен је у богатој српској трговачкој породици која је имала важну улогу у друштвеном и политичком животу ливањскога краја. Његов отац Коста као директор Српске православне школе управљао је градњом нове школске зграде у којој је смјештена данашња ливањска гимназија.
Кујунџић се школовао у гимназији у Сремским Карловцима, студиј права започео је у Загребу, а завршио у Бечу. Био је секретар друштва „Зора” које је окупљало српске студенте у Бечу. У Загребу је био потпредсједник „Друштва за помоћ српској академској омладини”. За вријеме Првог свјетског рата побјегао је из аустроугарске војске с одредом Срба у Русију. По доласку у Србију распоређен је у 18. пук српске војске „Принц Ђорђе”, с којим је учествовао у бројним биткама. Рањен је у борбама око Гњилана.
Као инвалид, био је додијељен амбасади Краљевине Србије у Риму, затим главној комисији за пропаганду у Падови, гдје је као делегат српске владе и Југословенског одбора издавао новине Југославија.
Године 1925. изабран је за посланика у травничком округу представљајући срезове Ливно и Гламоч. Исте године именован је за помоћника министра шума и рудника у влади Краљевине СХС. Три године касније постао је министар пошта, телеграфа и телефона. Од 1935. до 1937. био је бан Врбаске бановине, да би након тога обављао дужност министра шума и рудника, а потом и министра просвјете у владама Краљевине Југославије.
За вријеме окупације Југославије у Другом свјетском рату дјелује као члан владе народног спаса Милана Недића. Из Београда је побјегао 4. октобра пред Црвеном армијом и партизанима, заједно са још неколицином истакнутих колаборациониста. Нијемци су функционере Недићевог режима смјестили прво у Бечу, па у Кицбилу. Убрзо се преселио се у Швајцарску у којој је остао до краја рата. Након завршетка Другог светског рата живео је и у Италији. Покушао је да емигрира у Аргентину али је 1949. године преминуо у Кицбилу.